# حمة سليمان (ذمار)
حَمة سليمان هي إحدى قرى الجمهورية اليمنية. تتبع جغرافيا لمحافظة ذمار وإداريًا لمديرية ميفعة عنس. يبلغ تعداد سكانها 3159 نسمة حسب الإحصاء الذي أجري عام 2004.